# Gigantactis macronema
Gigantactis macronema es una especie de pez del género Gigantactis, familia Gigantactinidae, orden Lophiiformes. Fue descrita científicamente por Regan en 1925.
Especie inofensiva para el ser humano. Puede alcanzar los 2500 metros de profundidad. Su dieta se compone de invertebrados como anfípodos, decápodos naturales y celenterados.

## Descripción
Su longitud estándar es de 11,7-35,4 centímetros.

## Distribución
Se distribuye por el Atlántico y Pacífico.